# Vietteania infima
Vietteania infima là một loài bướm đêm trong họ Noctuidae.